# یواس‌اس گلندیل (پی‌اف-۳۶)
یواس‌اس گلندیل (پی‌اف-۳۶) (به انگلیسی: USS Glendale (PF-36)) یک کشتی بود که طول آن ۳۰۳ فوت ۱۱ اینچ (۹۲٫۶۳ متر) بود. این کشتی در سال ۱۹۴۳ ساخته شد.